# Inspektorat Graniczny Straży Celnej „Żywiec”
Inspektorat Straży Celnej „Żywiec” – jednostka organizacyjna Straży Celnej pełniąca służbę ochronną na granicy polsko-czechosłowackiej w latach 1921–1928.

## Formowanie i zmiany organizacyjne
Na wniosek Ministerstwa Skarbu, uchwałą z 10 marca 1920 roku, powołano do życia Straż Celną. Od połowy 1921 roku jednostki Straży Celnej rozpoczęły przejmowanie odcinków granicy od pododdziałów Batalionów Celnych. W 1921 roku w Żywcu stacjonował sztab 7 batalionu celnego. Proces tworzenia Straży Celnej trwał do końca 1922 roku. Inspektorat Straży Celnej „Żywiec”, wraz ze swoimi komisariatami i placówkami granicznymi, znalazł się w podporządkowaniu Dyrekcji Ceł „Lwów”. W 1926 roku w skład inspektoratu wchodziło 6 komisariatów i 34 placówki Straży Celnej. 
Rozporządzeniem ministra skarbu z 30 czerwca 1927 roku rozpoczęto reorganizację Straży Celnej. Odtąd Naczelny Inspektorat Straży Celnej podlegał bezpośrednio ministrowi skarbu, a Naczelnemu Inspektoratowi podlegały inspektoraty okręgowe. Te ostatnie przejęły kompetencje dyrekcji ceł. Inspektorat Straży Celnej „Żywiec” przemianowany został na Inspektorat Graniczny Straży Celnej „Żywiec” i wszedł w podporządkowanie Małopolskiego Inspektoratu Okręgowego Straży Celnej .

## Służba graniczna
Sąsiednie inspektoraty
- Inspektorat Straży Celnej „Cieszyn” ⇔ Inspektorat Straży Celnej „Sącz”

## Funkcjonariusze inspektoratu
Obsada personalna w 1927:
- kierownik inspektoratu – inspektor Antoni Smólski
- pomocnik kierownik inspektoratu – podkomisarz Teofil Wysocki
- funkcjonariusze młodsi:

starszy strażnik Stanisław Międzyrzycki (265)
strażnik Kazimierz Węgrzyniak (1924)
strażnik Józef Kończak (2000)

## Struktura organizacyjna
Organizacja inspektoratu w 1926 roku:
- komenda – Żywiec
- komisariat Straży Celnej „Witów”
- komisariat Straży Celnej „Chyżne”
- komisariat Straży Celnej „Lipnica Wielka”
- komisariat Straży Celnej „Korbielów”
- komisariat Straży Celnej „Ujsoły”
- komisariat Straży Celnej „Rycerka”